# Pier Luigi Giani
Pierluigi Giani (Colnago, 10 maggio 1954) è un ex calciatore italiano, di ruolo mediano o ala.

## Carriera
Ha disputato otto campionati di Serie B con le maglie di Como, Sambenedettese, SPAL e Pistoiese  per complessive 243 presenze e 30 reti fra i cadetti.
Nella stagione 1974-1975 ha ottenuto con il Como la promozione in Serie A, iniziando la stagione successiva con i lariani, venendo poi ceduto ad ottobre all'Alessandria senza riuscire ad esordire in massima serie.

## Palmarès

### Competizioni nazionali
- Promozione in Serie A: 1

Como: 1974-1975